# Pochteca

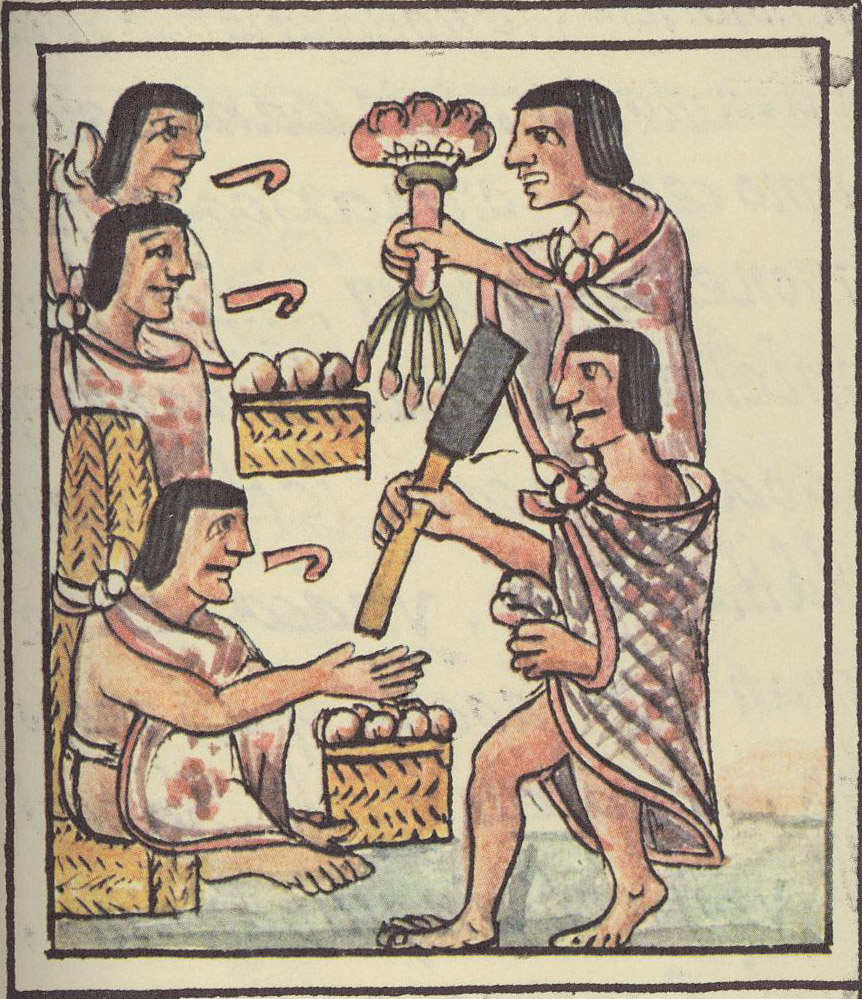
Pochteca am Codex Florentinus (1569)

Die Pochteca (Sg.: Pochtecatl) waren bei den Azteken Fernhandelskaufleute, die in der aztekischen Gesellschaft eine Sonderstellung einnahmen.
Das gut ausgebaute Wirtschafts- und Handelssystem der Azteken war zu einem großen Teil von diesen Fernhandelskaufleuten abhängig, die somit enorme Wichtigkeit für die jeweiligen Aztekenherrscher besaßen. Es handelte sich dabei um eine erbliche soziale Gruppe, die hierarchisch gegliedert war und eigene religiöse Rituale hatte. Die Hauptaufgabe der Pochteca bestand darin, Luxusgüter wie Kakao, Baumwollstoffe, Quetzalfedern, Jade, Türkise oder Felle zu tauschen und zu handeln. Das präkolumbische Fernhandelssystem in Mesoamerika war hauptsächlich auf Tausch aufgebaut – jedoch entwickelten sich standardisierte Luxustauschgüter, die als Geldersatz dienten, wie z. B. die wertvollen Kakaobohnen oder die Baumwollstoffe (Quachtli).
Die Pochteca wurden von ihren Herrschern allerdings auch häufig als unauffällige Spione und Nachrichtenübermittler eingesetzt und fungierten auch als Kommunikationsmittel der verschiedenen Aztekenherrscher untereinander.
Der Transport der getauschten Waren war nicht ganz einfach, da den Azteken wie allen anderen amerikanischen Ureinwohnern das Rad unbekannt war. Somit legten die Pochteca die ganze Strecke zu Fuß zurück, was mitunter auch eine mehrmonatige Reise bedeutete, da die Strecken zwischen den Hauptanbaugebieten und den Umschlagplätzen zwischen 200 und 800 Kilometer betragen konnten. Zusätzlich wurden sie gelegentlich in Auseinandersetzungen und Kämpfe mit anderen Völkern verwickelt.
Insgesamt gab es im Aztekenreich zwölf Pochteca-Gilden, von denen jede in einer der aztekischen Großstädte der damaligen Zeit angesiedelt war: Azcapotzalco, Chalco, Cóatlichan, Cuautitlán, Huexotla, Huitzilopocho, Mixcoac, Otompan, Tenochtitlán, Tlatelolco, Texcoco und Xochimilco.
Ein Großteil des heutigen Wissens über die Pochteca stammt von Bernardino de Sahagún, der sehr ausführlich im Codex Florentinus über die Pochteca berichtet.